# ناحیه مؤمن‌آباد
ناحیهٔ مؤمن‌آباد (به تاجیکی: Ноҳияи Мӯъминобод) یکی از ناحیه‌های اداری ولایت ختلان است که در جنوب کشور تاجیکستان جای دارد و مرکز این ناحیه، جماعت مومن‌آباد است.

## مردم
بر پایهٔ آمار سال ۲۰۰۸ میلادی، این ناحیه ۶۳٬۲۴۲ نفر جمعیت داشته‌است. مردم این ناحیه به زبان فارسی تاجیکی سخن می‌گویند و پیرو مذهب حنفی می‌باشند.

## حکومت
سرور ناحیهٔ مومن‌آباد، رئیس حکومت آن است که توسط رئیس جمهور تاجیکستان برگزیده می‌شود، نهاد قانونگذاری ناحیهٔ مومن‌آباد، مجلس نمایندگان خلق می‌باشد که توسط رأی‌دهندگان این ناحیه برای ۵ سال انتخاب می‌شوند.

## تقسیمات
جماعت‌های این ناحیه به‌شرح زیر است:
| بخش‌های ناحیهٔ مؤمن‌آباد |        |
| جماعت (بخش)           | جمعیت  |
| ده‌بلند                | ۱۱٬۴۷۰ |
| کول‌چشمه               | ۱۷٬۰۸۶ |
| باغی                  | ۷٬۹۶۱  |
| توتو                  | ۷٬۲۷۹  |
| بلخابی                | ۸٬۳۱۵  |
| چهل‌دختران             |        |
| لنینگراد              | ۱۱٬۱۳۱ |